# Sierra de Contamana
La sierra de Contamana (en portugués: Serra da Contamana) es una cordillera rocosa y amazónica que se encuentra repartida entre Brasil y Perú, más exactamente en la frontera del estado del Acre (Brasil) con los departamentos de Loreto y Ucayali (Perú).
Posee una altitud media de 609 metros, pero se eleva de 800 hasta los 900 metros . En esta sierra se encuentra el punto más occidental de Brasil. Posee una alta biodiversidad. Recibe esa denominación por estar a 100 kilómetros del pueblo de Contamana, en Perú.